# La Esmeralda, Chiapas
La Esmeralda är en ort i Mexiko.   Den ligger i kommunen Acapetahua och delstaten Chiapas, i den sydöstra delen av landet, 800 km sydost om huvudstaden Mexico City. La Esmeralda ligger 28 meter över havet och antalet invånare är 213.
Terrängen runt La Esmeralda är huvudsakligen platt, men åt nordost är den kuperad. Runt La Esmeralda är det ganska tätbefolkat, med 60 invånare per kvadratkilometer. Närmaste större samhälle är Acapeteahua, 1,8 km norr om La Esmeralda. Omgivningarna runt La Esmeralda är en mosaik av jordbruksmark och naturlig växtlighet.